# Domaine de Hanabusa
Le domaine de Hanabusa (花房藩, Hanabusa-han) est un domaine féodal japonais de l'ère Meiji situé dans le district de Nagasa, province d'Awa. Son centre se trouve dans le quartier Yokosuka (横渚) de la moderne ville de Kamogawa, préfecture de Chiba.

## Histoire
En 1867, durant la restauration de Meiji, le dernier shogun, Tokugawa Yoshinobu, rend sa charge à l'empereur Meiji et sa place de chef du clan Tokugawa à Tokugawa Iesato. En 1868, Iesato est ramené au statut de daimyo ordinaire et assigné au domaine de Shizuoka nouvellement créé. Celui-ci comprend tout le territoire de l'ancien domaine de Sunpu, les domaines voisins de Tanaka et Ojima en plus de terres dans les provinces de Tōtōmi et Mutsu pour un revenu total de 700 000 koku. Le nouveau domaine couvre les deux tiers de l'ouest de la préfecture de Shizuoka, plus la péninsule de Chita dans la préfecture d'Aichi.
À l'occasion de ces événements, les daimyōs en exercice des provinces de Suruga et de Tōtōmi sont déplacés. En fait partie Nishio Tadaatsu, le huitième et dernier daimyō du domaine de Yokosuka. Comme Tadaatsu a prouvé sa fidélité au nouveau gouvernement de Meiji en ajoutant ses forces à l'alliance Satchō durant la guerre de Boshin en dépit de son statut de fudai daimyo, il peut conserver ses revenus de 35 000 koku mais est transféré au domaine de Hanabusa nouvellement créé dans la province d'Awa.
Cependant, le titre de daimyō est supprimé en 1869 et l'abolition du système han en 1871 emporte l'abolition du domaine lui-même, qui devient la préfecture de Hanabusa, elle-même intégrée dans la préfecture de Kisarazu voisine à la fin de cette même année 1871 pour devenir l'actuelle préfecture de Chiba.
- Clan Nishio (fudai) 1867-1871

| # | Nom                        | Dates     | Titre       | Rang    | Revenus     |
| - | -------------------------- | --------- | ----------- | ------- | ----------- |
| 1 | Nishio Tadaatsu (西尾忠篤) | 1861–1868 | Oki-no-kami | Vicomte | 35 000 koku |

## Source de la traduction
- (en) Cet article est partiellement ou en totalité issu de l’article de Wikipédia en anglais intitulé « Hanabusa Domain » (voir la liste des auteurs).